# Got Talent
Got Talent es un formato televisivo de concurso de talentos británico, concebido por y propiedad de Syco Entertainment, de Simon Cowell. Ha generado programas derivados en más de 60 países, en lo que ahora se conoce como el formato «Got Talent», similar a lo descrito por Fremantle de los formatos Idol y The X Factor. A diferencia de estos programas, Got Talent (influenciado por la variedad de programas de talentos Opportunity Knocks y New Faces) presenta otras disciplinas artísticas, además de cantantes.
En abril de 2014, el formato fue nombrado el formato de programa de telerrealidad más exitoso del mundo por Guinness World Records. Cowell declaró: «Estoy muy orgulloso de que Got Talent sea un programa británico de origen local. Debemos su éxito a un grupo de productores talentosos de todo el mundo que lo han hecho posible. Y, por supuesto, a un talento increíble».

## Historia
Got Talent Fue concebido en 2005 por Simon Cowell, creador y juez de The X Factor. Los orígenes del formato se remontan a los programas de talentos británicos Opportunity Knocks (presente en pantalla desde la década de 1950, donde el ganador utilizaba el método ahora estándar de votación telefónica) y New Faces. Ambos programas presentaban cantantes, bailarines y comediantes, además de artistas como acróbatas, números con animales y números novedosos. Cowell dijo: «Yo era fanático de los programas de variedades Opportunity Knocks y New Faces, y poder actualizar esa tradición fue realmente emocionante».
El concepto del formato consistía en un concurso de talentos televisado a gran escala donde cualquier persona, de cualquier edad y procedencia, podía participar con cualquier tipo de talento ante un público y un jurado. El concepto se propuso inicialmente a la cadena de televisión británica ITV, que accedió a emitir un episodio piloto del formato. Cuando resultó ser un éxito, se empezó a trabajar en la producción de una temporada del concurso para la televisión británica, pero se suspendió después de que su anfitrión previsto tuvo una disputa con ITV y finalmente puso fin a su participación. Posteriormente, Cowell promovió el concepto en las cadenas de televisión estadounidenses antes de lo previsto y consiguió el interés de la cadena de televisión NBC para producir una temporada para su programación de verano de 2006.
America's Got Talent se estrenó el 21 de junio de 2006 y fue la primera edición internacional de la franquicia en producirse y emitirse. El programa fue un éxito para la NBC, que encargó nuevas temporadas y lanzó la franquicia a nivel internacional. Entre los países donde las cadenas de televisión adquirieron el formato de la competencia entre finales de 2006 y mediados de 2007 se encontraban Francia, Rusia, Suecia y Australia. Cowell regresó posteriormente al Reino Unido para continuar la producción de la edición británica para ITV, lo que dio lugar al estreno de Britain's Got Talent el 9 de junio de 2007.

### Botón dorado
El Botón dorado (Golden buzzer), que permite a cada juez seleccionar un acto para avanzar directamente a la siguiente ronda de la competencia, se introdujo por primera vez en 2012 en la sexta temporada de Das Supertalent de Alemania, y se adoptó en 2014 tanto en la octava temporada de Britain's Got Talent como en la novena temporada de America's Got Talent.
Los cambios en las reglas del botón dorado a lo largo de los años han incluido permitir que el anfitrión otorgue un botón dorado por separado del panel de jueces; un botón dorado «grupal» mediante el cual los jueces y el anfitrión pueden otorgar colectivamente un botón dorado a un acto sin perder sus propios botones dorados personales; y un botón dorado de «audiencia» según el cual el panel puede otorgar un botón dorado a un acto que ha generado una reacción positiva especialmente fuerte de la audiencia del estudio.
En 2024, la cuarta temporada de Canada's Got Talent introdujo un premio en efectivo de 25 000 dólares para cada destinatario del botón dorado, convirtiéndose en la primera edición de la franquicia en hacerlo. Ese mismo año, la decimonovena temporada de America's Got Talent introdujo un cambio por el cual cada juez podrá otorgar dos botones dorados en lugar de uno.
No todas las versiones de la franquicia utilizan el botón dorado.

### Versión global propuesta
En junio de 2010, tras el éxito de Britain's Got Talent en los premios BAFTA de televisión, Cowell expresó sus ideas sobre World's Got Talent, una versión global de Got Talent. Sin embargo, argumentó que el formato no funcionaría con los jueces, ya que todos habían intentado ser él en ediciones anteriores (como World Idol), y en su lugar propuso un formato de comentarios, similar al del Festival de la Canción de Eurovisión. Durante la misma semana, se anunciaron más detalles. Cowell explicó que 20 concursantes ganadores de versiones globales de Got Talent se reunirían en el Royal Albert Hall, donde él y Jonathan Lopez participarían en el programa. Se anunció un premio de 1 millón de libras, una audiencia televisiva global proyectada de 300 millones y la fecha de emisión prevista para 2011.
Sin embargo, Cowell detuvo los planes para la serie porque entraría en conflicto con sus compromisos como jurado en The X Factor USA y Britain's Got Talent en los años venideros. En febrero de 2014, Fox canceló The X Factor USA debido a los bajos índices de audiencia y a la decisión de Cowell de regresar a la versión británica del programa.
En 2014, ITV emitió por primera vez una serie derivada, Planet's Got Talent, que mostraba clips de Got Talent de todo el mundo. Posteriormente, se emitió en Italia por TV8 y Sky Uno. Eslovenia produjo un programa similar al británico. En 2019, Hunan Television produjo una serie derivada no oficial, World's Got Talent, cuyos derechos de autor compartían Hunan Television y Fremantle, con 61 artistas destacados de la franquicia Got Talent de todo el mundo. Actualmente, una versión similar de «World's Got Talent» y «Planet's Got Talent» funciona como un canal de YouTube, conocido como «Got Talent Global». El canal sube clips de programas de «Got Talent» de todo el mundo. El canal cuenta con más de 21 millones de suscriptores. Un canal similar, llamado «Top Talent», sube vídeos de The X Factor, Got Talent e Idol de todo el mundo. Tiene más de 6 millones de suscriptores.
NBC lanzó una serie derivada, America's Got Talent: The Champions en 2019, que presenta a concursantes destacados de America's Got Talent junto con artistas de las franquicias de todo el mundo. El ganador de esta serie derivada fue el mago canadiense-estadounidense Shin Lim. Además, Hunan Television produjo una versión global no oficial de Got Talent en 2019, World's Got Talent, presentada por Eliza Liang y Wong Cho-lam, con concursantes destacados de las versiones de Got Talent de todo el mundo. Tras el éxito de America's Got Talent: The Champions, ITV lanzó una serie derivada, Britain's Got Talent: The Champions en 2019, con concursantes destacados de Britain's Got Talent junto con actos de las franquicias de todo el mundo. El ganador de esta serie derivada fue el acto de baile Twist and Pulse. En 2020, Seven Network lanzó una serie derivada de Australia's Got Talent llamada Australia's Got Talent: Challengers & Champions, que se canceló antes de que comenzara la producción.

## En el mundo

### Alemania
La adaptación alemana del formato Got Talent sale al aire en la cadena RTL Television, uno de los principales canales TV de aquel país. Das Supertalent (El Supertalento) tiene un premio de cien mil euros (€100.000) y en él participan Marco Schreyl (presentador), Dieter Bohlen, Ruth Moschner y André Sarrasani (los tres últimos son los jurados).
RTL Television, pertenece al RTL Group, que a su vez es dueña de la productora de Got Talent a nivel internacional, FremantleMedia. Ricardo Marinello, un cantante de ópera de 19 años se consagró como ganador de la primera temporada. La segunda temporada, a emitirse en octubre de 2008, tuvo a Daniel Hartwich como coanfitrión de Schreyl y a Sylvie van der Vaart y Bruce Darnell como nuevos integrantes del jurado.

### Argentina
La versión argentina de este formato se tituló originalmente Talento Argentino.
La primera temporada comenzó el 27 de julio de 2008 con gran éxito, convirtiéndose en el show televisivo más visto en Argentina, y el ganador fue Martín Bustos, un humorista e imitador cordobés de 25 años. El premio de la primera temporada fueron cien mil pesos argentinos ($100 000 ARS). El jurado es el bailarín de ballet clásico Maximiliano Guerra; la modelo, actriz y presentadora venezolana Catherine Fulop; y el cantante y compositor del grupo folclórico Los Nocheros, César Teruel. Con la conducción de Mariano Peluffo y producida por Endemol, salía al aire los jueves por la cadena Telefe. Talento Argentino 2 se emitió durante el segundo semestre del 2009. La tercera temporada del formato empezó en octubre de 2010 y se emitió los sábados a las 21:15 por Telefe, manteniendo el jurado de sus anteriores temporadas y con la conducción de Mariano Peluffo. En noviembre de 2022 la televisora argentina anunció el regreso del programa esta vez bajo su nombre original Got Talent Argentina. Para esta nueva edición se renovó la conductora quien ahora es la humorista argentina Lizy Tagliani y también se cambiaron los jurados quienes ahora pasan a ser cuatro, el cantante folclórico argentino Abel Pintos, la actriz Florencia Peña, la cantante de música urbana La Joaqui y el bailarín y coreógrafo uruguayo Emir Abdul Gani. La nueva temporada comenzó a emitirse el lunes 21 de agosto de 2023 por el canal Telefé.

### Australia
En febrero de 2007, Australia's Got Talent debutó en Seven Network. El conductor del show es Grant Denyer y lo acompañan Dannii Minogue, Red Symons y Tom Burlinson, quienes juzgan las performances de los participantes,
El valor del premio es de doscientos cincuenta mil dólares australianos ($250,000 AUD), que equivalen a unos US$220.000.
Bonnie Anderson, una cantante de música country de 12 años fue la ganadora de la primera temporada de la versión australiana de Got Talent. La segunda temporada comenzó en el mes de abril de 2008, en la cual el guitarrista de 16 años, Joe Robinson, se alzó con el gran premio. Jack Vidgen triunfó en la quinta temporada.

### Austria
ATV es el canal de TV encargado de poner al aire It's Showtime!.
Es presentado por Alex Scheurer, y Toni Polster, Gregor Bloeb y Simone Stelzer conforman el jurado.
El ganador de la primera temporada de It's Showtime! fue el grupo de baile callejero Nobulus.

### Canadá
La versión canadiense de Got Talent se titula Canada's Got Talent y debutó en la primavera del 2012 en el canal Citytv. Los jueces de la primera temporada fueron el comediante Martin Short y los cantantes Stephan Mocchio y Measha Brueggergosman. El ganador de la primera temporada fue el grupo de baile Sagkeeng's Finest. Después de la primera temporada, el show fue cancelado por dicho canal y no fue revivido por una década después. La 2.ª temporada se emitió en el 2022 con un nuevo panel de talento. El jurado consistió del comediante y actual jurado de AGT Howie Mandel, la deportista y modelo Trish Stratus, la leyenda del hockey de hielo Wayne Gretzky y la cantante, presentadora y actriz británica Rita Ora. Lilly Singh fue la presentadora de la 2.ª temporada.

### Chile
El canal Chilevisión inició la versión chilena del programa con el nombre Talento Chileno, la primera temporada se estrenó el 27 de septiembre de 2010 con la conducción de Julián Elfenbein, y como director Juan Pablo González, que también dirigió el programa Fiebre de baile. La licencia fue adquirida a fines de junio de 2010. Si bien, tanto los canales TVN y Mega se habían mostrado interesados por adquirir la franquicia, finalmente decidieron no acoger el proyecto. La ganadora de la primera temporada fue la cantante Camila Silva, despojándole el triunfo a Claudio Valdés El Gitano. El 2011 junto a un nuevo animador (Rafael Araneda) ya que Julián Elfenbein se cambió a TVN para conducir el The X Factor, el ganador fue Ignacio Venegas cantante también.
En marzo de 2021, comenzó la segunda etapa del programa, esta vez por las pantallas de Mega, y bajo el nombre Got Talent Chile, bajo la conducción de las presentadoras María José Quintanilla y Karla Constant; también en el jurado contó con la participación de figuras del entretenimiento y de la música como Sergio Freire, Denise Rosenthal (quien abandona el jurado meses después en la elección de los jueces), Carolina Arregui y Luis Gnecco (quien fue suspendido antes de las semifinales). Tuvo una sola temporada en Mega, ya que fue adquirida después por Chilevisión, bajo la presentación de nuevo de Julián Elferbein, y el jurado contó con Diana Bolocco, Leonor Varela, Francisco Reyes y Antonio Vodanovic, cuya transmisión inició el 2024.

### China
China's Got Talent es un programa del canal Dragon TV. Se transmite cada noche de domingo desde el 25 de julio de 2010, con el objetivo de realizar el sueño de cualquier que tenga talento. Este programa tiene la misma compañía productora, FremantleMedia, con Britain´s Got Talent, por el que ambos se producen de semejante manera. El conductor es Cheng Lei, y los jurados, Gao Xiaosong, Annie Yee y Zhou Libo. Le ofrecerán al ganador final una oportunidad de presentarse en Las Vegas de EE. UU. y de ser un invitado del World Tour de Jolin Tsai y «trumpet».

### Colombia
El nombre de esta versión es Colombia tiene talento. En su estreno, el 6 de febrero de 2012, fue el programa más visto de la televisión Colombiana con 21.2 de índice de audiencia y 49.7% de cuota de audiencia. En esta versión se ha contado con la participación de Alejandra Azcarate (actriz, periodista y comediante), Manolo Cardona (actor colombiano de renombre en Latinoamérica) y Paola Turbay (virreina universal de la belleza, actriz y modelo) como jurado. Su presentador es Santiago Rodríguez. Esta formato ofrece a su ganador 500 millones de pesos colombianos. En su primera edición sobresalen Aria y Memoria (grupo lírico), los hermanos Daza (acróbatas), y los grupos de baile iconos del talento colombiano.

### Ecuador
La versión ecuatoriana de este formato se titula Ecuador Tiene Talento, el primer programa se emitió el 25 de marzo de 2012 por la señal de Ecuavisa, fue el programa más visto de la televisión Ecuatoriana. Su primer ganador fue Luis Cristian Castillo, un comediante que usa la zatira social para ganarse al público con humor de situaciones que se viven en el diario. Para agosto de 2017 se estrena la sexta temporada.

### España
Producido por Grundy, la primera adaptación española de Got Talent, Tienes Talento, fue presentada por Nuria Roca y Eduardo Aldán. Conformaron el jurado Natalia Millán, actriz, bailarina y cantante más conocida por su papel en la serie El Internado de Antena 3; Josep Vicent, director artístico y de orquesta, especializado en creaciones musicales y espectáculos, titular de The World Orchestra of Jeunesses Musicales de la Unesco; y Miqui Puig, cantante conocido por liderar el grupo Los Sencillos y por su carrera en solitario. Tienes Talento se estrenó el 21 de abril de 2008 por la cadena Cuatro y tuvo un premio de 150.000 euros. Se emitió una sola temporada en Cuatro.
En 2015 Telecinco anunció que recuperaría el formato, rebautizado como Got Talent España. En esta segunda temporada el jurado estará conformado Edurne, cantante y presentadora que representó a España en Eurovisión 2015; Jorge Javier Vázquez, presentador de televisión de programas como Sálvame, Gran Hermano o Supervivientes, también productor de teatro; Jesús Vázquez, presentador de programas como Popstars, Operación Triunfo, La Voz o Factor X; y Eva Hache, actriz, humorista y presentadora de programas como Noche Hache, El club de la comedia o Guasabi; desde la segunda edición, Jesús Vázquez fue remplazado por Risto Mejide, reputado publicista, presentador de Viajando con Chester, y jurado de programas como, Operación Triunfo,  Tu Sí Que Vales ó  Factor X, en la cuarta edición se incorporan al jurado las actrices Paz Padilla y Eva Isanta que replazan a Jorge Javier Vázquez y Eva Hache respectivamente.

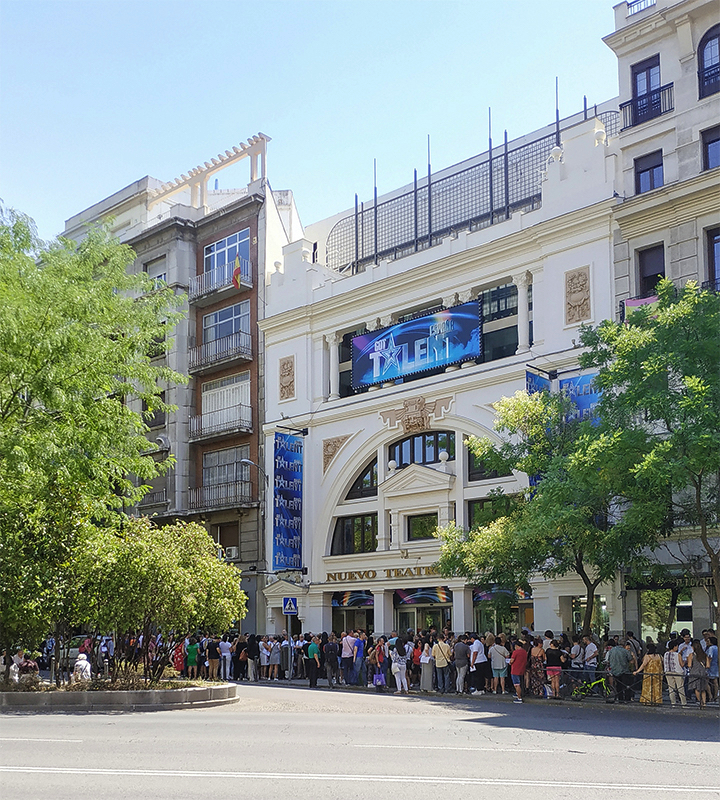
Got Talent España en el Nuevo Teatro Alcalá, Madrid.

### Estados Unidos
En junio de 2006, America's Got Talent debutó en NBC y actualmente sale al aire los miércoles en la noche. La primera temporada fue presentada por Regis Philbin. En el jurado estaba representado por Piers Morgan, Brandy Norwood y David Hasselhoff.
Bianca Ryan, una cantante de 11 años, se llevó el premio de un millón de dólares (US$1.000.000). En la segunda temporada Jerry Springer reemplazó a Philbin como conductor del show y Sharon Osbourne hizo lo mismo con Norwood. Terry Fator, un ventrílocuo de 42 años se alzó con el premio mayor.
En Estados Unidos, America's Got Talent tiene una versión en español titulada Tengo Talento, Mucho Talento que se emite en el canal de televisión Estrella TV desde 2010. Fue realizado en 2011 y la ganadora fue Marina Dalmas, una cantante de 13 años. Destacando sobre todo en la canción Rolling in the deep de Adele. 

### Italia
Italia's Got Talent debutó con el episodio piloto de 12 de diciembre de 2009 en el canal principal de Mediaset, Canale 5. Desde 2015 el programa se emite en Sky Uno, canal de televisión por suscripción de Sky Italia. Desde 2023 el programa se emite en Disney+. El jurado de Mediaset (episodio piloto y temporadas 1, 2, 3, 4 y 5) estaba compuesto por Gerry Scotti, Maria De Filippi y Rudy Zerbi. Los presentadores en Canale 5 son Simone Annichiarico (episodio piloto y temporadas 1, 2, 3, 4 y 5), Geppi Cucciari (temporadas 1 y 2), Belén Rodríguez (temporadas 3, 4 y 5). Los presentadores en Sky Italia son: Vanessa Incontrada (temporada 6), Lodovica Comello (temporadas 7, 8, 9, 10, 11 y 12) y Enrico Papi (solo en el episodio final de las temporadas 10 y 11). El jurado de Sky Italia está compuesta de Claudio Bisio (temporada 6, 7, 8, 9), Luciana Littizzetto (temporadas 6, 7, 8), Frank Matano (temporadas 6, 7, 8, 9, 10, 11 y 12), Nina Zilli (temporadas 6, 7, 8), Federica Pellegrini (temporadas 9, 10, 11 y 12), Joe Bastianich (temporadas 10 y 11), Enrico Brignano (solo en el episodio final de la temporada 10), Mara Maionchi (temporadas 9, 10, 11 y 12) y el cantante Elio (temporada 12).

### México
Se estrenó México Tiene Talento por televisión abierta el domingo 19 de octubre de 2014 en horario estelar por canal Trece de Azteca. Destacando por tener como juez a Ximena Sariñana (cantante), José Manuel Figueroa (cantante) y Héctor Martínez.
El ganador de la primera temporada fue Pablo López un cantana de metro que fue el favorito del público desde el inicio, dicha temporada terminó el 12 de diciembre.
En la segunda temporada realizada en 2015 Kalimba (Cantante) Ximena Sariñana (Cantante) y Héctor Martínez fueron los jueces, esta vez el programa se emitía únicamente los domingos a las 20hrs. 
El domingo 24 de febrero de 2019, se estrenó la tercera temporada en Azteca Uno igualmente en horario estelar teniendo como jueces a María José, Adal Ramones y Horacio Villalobos.

### Países Bajos
Bijna Beroemd («Casi Famosos») es la versión holandesa del formato de talentos. Es televisado por la NCRV en Nederland 1 y es presentado por Jochem van Gelder y Jetske van den Elsen.
El premio mayor es de cien mil euros (€100.000).
La otra versión presentada en esas tierras es Holland's Got Talent, y comenzó a ser transmitida por la cadena SBS 6 durante 2008 con Patricia Paay, Robert Ronday y Henkjan Smits como jurados. La conducción del show está a cargo de Gerard Joling.
Daniëlle Bubberman (contorsionista, acróbata aéreo y gimnasta rítmico) se convirtió en el primer concursante en llevarse el gran premio.

### Perú
La adaptación peruana títulada Perú Tiene Talento, es producida por Frecuencia Latina y fue conducida por Cristian Rivero, además de contar como jurados en esta Segunda Temporada al comediante de stand-up, presentador de televisión y locutor de radio peruano; Carlos Galdós. A la reconocida cantante criolla, Cecilia Bracamonte. También contó con Almendra Gomelsky y  Beto Ortiz. Perú Tiene Talento fue uno de los programas más caros en la televisión peruana. La última emisión fue el 21 de diciembre del 2014. En el 2021 se anunció su regreso en su cuarta temporada para el año 2022 con la conducción de Mathias Brivio. Se estrenó el 29 de enero de 2022.

### Polonia
La adaptación polaca se llama Mam Talent! («Yo tengo Talento!») y se estrenó el 13 de septiembre de 2008 en el canal TVN.
Małgorzata Foremniak (actriz), Agnieszka Chylińska (cantante) y Kuba Wojewódzki (animador-presentador) forman parte del jurado. El periodista Szymon Holownia es el encargado de la conducción. El premio es de €100,000.

### Portugal
El 28 de enero de 2007, el canal de televisión portugués RTP estrenó su propia versión de Got Talent llamada Aquí Há Talento.
El show es conducido por Sílvia Alberto; y los actores Joaquim Monchique, Sílvia Rizzo y el productor Paulo Dias son parte del jurado. El premio de €75.000 fue ganado por el grupo Abstractin.
En 2011, SIC hizo otra versión llamada Portugal tem talento, conducida por Bárbara Guimarães. El premio fue ganado por Filipe Santos.

### Reino Unido
Britain's Got Talent debutó el 9 de junio de 2007 en el canal ITV. El jurado corrió por parte de Piers Morgan, Simon Cowell, y Amanda Holden. Ant y Dec son los anfitriones del reality show. El primer premio fue de 3mil libras (unos US$205 000), una actuación en el Royal Variety Performance en frente de Su Majestad La Reina y un contrato de grabación con Sony BMG. El ganador de la primera temporada fue Paul Potts, mientras que en la segunda George Sampson, un bailarín de breakdance de 14 años fue el campeón, los ganadores de la tercera temporada fueron Diversity, un grupo de bailarines de breakdance, y el ganador de la cuarta temporada fue Jai Mcdowall.

### República Dominicana
Dominicana's Got Talent fue anunciado a finales del 2018 y su emisión debutó en el mes de septiembre de 2019 por el canal de televisión Color Visión. La actriz Nashla Bogaert y su esposo David Maler son los productores ejecutivos del show televisivo que es Presentado por el destacado actor dominicano Frank Perozo y Pamela Sued.
El equipo de jueces está conformado por: Raymond Pozo, Waddys Jaquez, Milagros Germán y Nashla Bogaert. 

### Rusia
Минута славы («Un Minuto de Fama») debutó el 17 de febrero en Channel 1, la cadena de televisión más vista de Rusia. El conductor es el comediante armenio Garik Martirosyan y los tres jueces son Iósif Kobzón (cantante ruso), Tatyana Tolstaya (compositor ruso) y Alexander Maslyakov (presentador de TV).
El premio es de cien mil rublos (руб100.000 RUB). La primera temporada fue ganada por Maskim Tokaev, un pianista y acordeonista de 14 años de edad. La segunda temporada, el público consagró a Dmitry Bulkin, un acróbata de 22 años.
La tercera temporada comenzó el 13 de septiembre de 2008.

### Suecia
La versión local sueca se llamó Talang (Talento) y se emitió en la cadena TV4. El anfitrión del programa fue por la primera temporada Peppe Eng, y el jurado estaba conformado por Bert Karlsson, Hanna Hedlund y Tobbe Blom. El premio estaba de un millón de coronas suecas, equivalente a 148.000 dólares aproximadamente.
Zillah & Totte (Cecilia Andrén) de 18 años ganó la primera temporada en 2007, mientras que Zara Larsson, una cantante de 10 años, se consagró en la segunda. Sofia Wistam reemplazó a Hanna Hedlund como la jurado femenina en la segunda temporada.

### Ucrania
Ukrayina maye talant (en cirílico: Україна має талант). El programa debutó en abril de 2009. El jurado lo conforman: Vladyslav Yama, Slava Frolova y Ihor Kondratyk y la anfitriona Oksana Marchenko.

### Uruguay
La versión uruguaya, Got Talent Uruguay comenzó a ser emitida por Saeta Canal 10 el 22 de junio de 2020. La conducción está a cargo de la famosa cantante, actriz, diseñadora y exmodelo Natalia Oreiro. El jurado está compuesto por el periodista y presentador de radio y televisión, Orlando Petinatti; el cantante Agustín Casanova; la bailarina clásica e integrante del Ballet Nacional, María Noel Riccetto; y por la actriz, vedette y conductora Claudia Fernández.